# Intsia
Intsia é um género botânico pertencente à família Fabaceae.

## Espécies
- Intsia acuminata
- Intsia bijuga

1. ↑  «Intsia — World Flora Online». www.worldfloraonline.org. Consultado em 19 de agosto de 2020